# Nowokiemie
Nowokiemie (lit. Naujakiemis) − wieś na Litwie, w rejonie solecznickim, 2 km na północ od Solecznik, zamieszkana przez 153 ludzi. Przed II wojną światową w Polsce, w powiecie wileńsko-trockim województwa wileńskiego.